# Edmund White
Edmund Valentine White III (Cincinnati, 13 de enero de 1940-Nueva York, 3 de junio de 2025) fue un novelista, memorialista y ensayista estadounidense. 

## Producción literaria
Gran parte de su obra está centrada en el amor homosexual. Probablemente sus libros más conocidos son The Joy of Gay Sex (1977), escrito con Charles Silverstein; sus tres novelas autobiográficas, A Boy's Own Story (1982), The Beautiful Room Is Empty (1988) y The Farewell Symphony (1997), y su biografía de Jean Genet.

## Obras

### Ficción
- Forgetting Elena (1973)
- Nocturnes for the King of Naples (1978)
- A Boy's Own Story (1982) ISBN 0-525-24128-0
- Caracole (1985); (trad. Cabriolas, Barcelona, Ediciones del Bronce, 2002)
- The Beautiful Room Is Empty (1988); (trad. La hermosa habitación está vacía, Barcelona, Destino, 1995)
- Skinned Alive: Stories (1995)
- The Farewell Symphony (1997)
- The Married Man (2000)
- Fanny: A Fiction (2003)
- Chaos: A Novella and Stories (2007)
- Hotel de Dream (2007)
- Jack Holmes and His Friend (2012)
- Our Young Man (2016)

### Obras de teatro
- Terre Haute (2006)

### No ficción
- The Joy of Gay Sex, junto con Charles Silverstein (1977)
- States of Desire (1980)
- The Burning Library: Writings on Art, Politics and Sexuality 1969-1993 (1994)
- The Flâneur: A Stroll Through the Paradoxes of Paris] (2000)
- Arts and Letters (2004)
- Sacred Monsters (2011)

#### Biografía
- Genet: A Biography (1993); (trad. Genet, Barcelona, Debolsillo, 2006)
- Marcel Proust (1998); (trad. Proust, Barcelona, Mondadori, 2001)
- Rimbaud: The Double Life of a Rebel (2008)

#### Memorias
- Our Paris: Sketches from Memory (1995)
- My Lives (2005)
- City Boy (2009)
- Inside a Pearl: My Years in Paris (2014)

#### Antologías
- The Darker Proof: Stories from a Crisis, junto con Adam Mars-Jones (1987)
- In Another Part of the Forest: An Anthology of Gay Short Fiction (1994)
- The Art of the Story (2000)
- A Fine Excess: Contemporary Literature at Play] (2001)

#### Artículos
- White, Edmund. "My Women. Learning how to love them", The New Yorker, 13 de junio de 2005. Autobiographical article excerpted from My Lives.